# Szászországi Mária Jozefa spanyol királyné
Mária Jozefa Amália (németül: Maria Josepha Amalia, spanyolul: María Josefa Amalia; Drezda, Szászország, 1803. december 7. – Aranjuez, Spanyolország, 1829. május 18.), Wettin-ház alberti ágából származó szász királyi hercegnő, Miksa szász koronaherceg legfiatalabb leánya, aki VII. Ferdinánd spanyol király harmadik feleségeként Spanyolország királynéja 1819-től 1829-ben bekövetkezett haláláig. Nem születtek gyermekei.

## Életrajza

### Ifjúkora
A hercegnő 1803. december 7-én született a Szász Választófejedelemség fővárosában, Drezdában, a Wettin-ház alberti ágának tagjaként. Édesapja Miksa koronaherceg, Frigyes Keresztély szász választófejedelem fia volt. Édesanya I. Ferdinánd parmai herceg és Ausztriai Mária Amália főhercegnő leánya, Parmai Karolina Mária volt. Hat testvére volt, köztük a későbbi I. János szász király is.
A napóleoni háborúk során 1806. október 14-én Szászország a negyedik koalíció tagjaként a Jéna-auerstädti csatában megsemmisítő vereséget szenvedett I. Napóleon császár csapataitól. 1806. december 11-én Szászország aláírta a poseni békeszerződést, ennek nyomán a császár október 20-án az uralkodó III. Frigyes Ágost választófejedelmet Szászország királyának ismerte el. A király öccse, Miksa trónörökös herceg ezzel koronaherceggé, az akkor három éves Mária Jozefa királyi hercegnővé emelkedett.
Nem sokkal születését követően, 1804-ben elhunyt édesanyja, így apja egy Elba folyó menti kolostorba küldte tanulni, ahol szigorú vallási nevelésben részesült, ami után a hercegnő egész életében buzgó római katolikus maradt. Kimagaslóan művelt, olvasott leánnyá serdült, kedvelte a költészetet, maga is írt verseket.

### Spanyolország királynéja

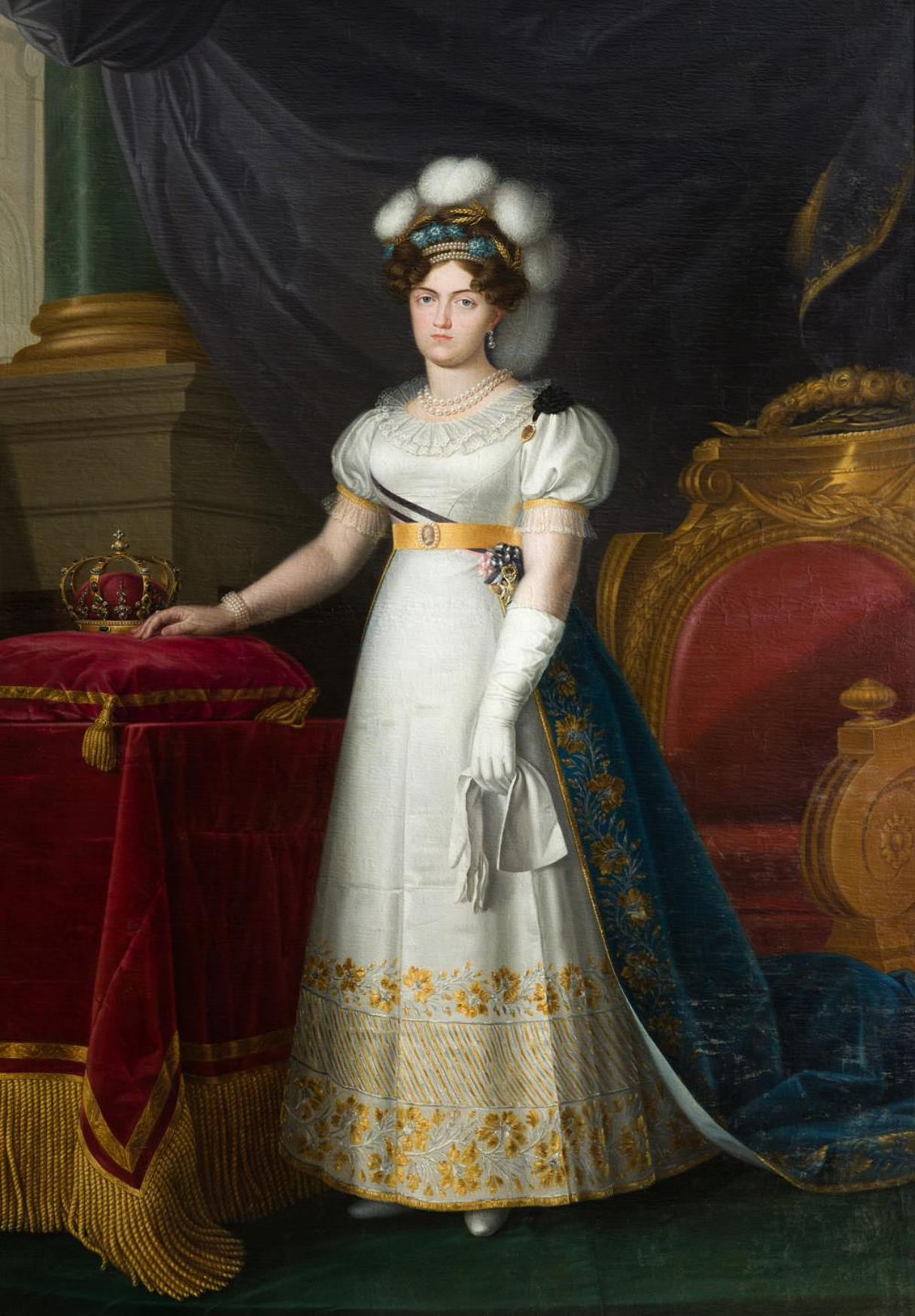
Mária Jozefa 1829-ben Spanyolország királynéjaként

Tizenhat éves korában, 1819. október 20-án Madridban, feleségül ment a Bourbon-házból származó harmincöt éves VII. Ferdinánd spanyol királyhoz, akinek első két felesége, Mária Antónia nápoly–szicíliai királyi hercegnő és Mária Izabella portugál infánsnő fiatalon elhunytak, és Spanyolországnak még mindig nem volt férfi trónörököse.
Mária Jozefa Amália, a harmadik fiatal királyné idejének legnagyobb részét az aranjuezi, a San Ildefonsó-i vagy a riofríói királyi palota valamelyikében töltötte. Egészsége gyenge lábakon állt, gyakran szenvedett lázrohamokban. A nagy korkülönbség, valamint az igen szigorú vallásos hite, és a gyermekkorától kezdve tartó kolostori nevelés nyomán viszolygott az intim testi kapcsolattól, és nagyon nehezen fogadta el férjének közeledését, így nem tudott teherbe esni. Nászéjszakáján sógornője, a portugál Mária Franciska infánsnő nyugtatta meg és kísérte vissza a hálószobájába, miután megrémülve kirohant onnan meztelen férjét látván.
Végül 1829. május 17-én a huszonöt esztendős királyné elhunyt láz következtében Aranjuezben. Az San Lorenzo de El Escorial-i királyi kolostorban, az Infánsok Pantheonjában temették el. Férje, VII. Ferdinánd király negyedjére is megházasodott még Mária Jozefa halálának évében, Szicíliai Mária Krisztinát vette feleségül, akitől két leánya született, köztük a későbbi II. Izabella spanyol királynő.